# Sergentomyia grilloti
Sergentomyia grilloti är en tvåvingeart som först beskrevs av Vattier-bernard 1917.  Sergentomyia grilloti ingår i släktet Sergentomyia och familjen fjärilsmyggor. Inga underarter finns listade i Catalogue of Life.